# فابيو كاراشيولو
فابيو كاراشيولو (6 سبتمبر 1984 بجينك في بلجيكا - ) هو لاعب كرة قدم بلجيكي في مركز الهجوم. لعب مع أدو دين هاغ وإف سي آيندهوفن ودين بوستش ولوميل يونايتد ونادي سي إس فيزيه وفورتونا سيتارد وMVV Maastricht ‏.

## وصلات خارجية
- فابيو كاراشيولو على موقع قاعدة بيانات كرة القدم.إي يو (الإنجليزية)
- فابيو كاراشيولو على موقع Soccerway.com (الإنجليزية)
- فابيو كاراشيولو على موقع عالم كرة القدم.نت (الإنجليزية)